# さまぁ〜ず式
『さまぁ〜ず式』（さまぁ〜ずしき）は、2008年10月7日から2009年3月17日までTBSで放送されていた深夜バラエティ番組。

## 番組概要
さまぁ〜ずと青木アナがゲストの芸人数名（コンビの片方だけというケースが多い）と共に毎回異なる企画（○×△ = □）に挑む。オープニングの映像や統一した衣装（今回は番組ロゴが入ったネルシャツに黒の帽子）などは前番組の「神さまぁ〜ず」を継承している。また、後期の「神さまぁ〜ず」に引き続き大竹は企画も担当している。そのため、番組内容は「神さまぁ〜ず」と実質的に全くといっていいほど変わっていない（このことは番組内でもネタにされている）。
当初のコンセプトは「この世の全てを方程式に当てはめ楽しむ理数系バラエティ」番組だが、そのコンセプト自体が内容に直接絡むことはない。そのためか第7回からは前述の「この世の全てを方程式に〜」、「○×△ = □」のナレーションやテロップといった“理数系”のコンセプトは見られなくなった。
ハイビジョン制作番組だが、収録自体は画面アスペクト比4:3の標準画質で行われている為、地上デジタル放送では4:3画面の両側にトラス状の模様が薄く入ったサイドパネルが表示される形で放送された。

## 出演者
- さまぁ〜ず（大竹一樹・三村マサカズ）
- 青木裕子（TBSアナウンサー）

## 放送リスト
| #      | O.A.日         | 内容                                            | ゲスト                                                | その他出演者 |
| ------ | -------------- | ----------------------------------------------- | ----------------------------------------------------- | --- |
| 第1回  | 2008年10月7日  | ドミノ×動物 = ドミノZOO                         | 中川剛 （中川家） 日村勇紀 （バナナマン）             | 有吉弘行（飼育員） |
| 第2回  | 2008年10月14日 | 待ち時間×風船 = バルーンファイト!               | 吉田敬 （ブラックマヨネーズ） 板倉俊之 （インパルス） | 有吉弘行（チンピラ） |
| 第3回  | 2008年10月21日 | 防犯ライト×泥棒 = さまぁ〜ずキャッツアイ        | 日村勇紀(バナナマン) 板倉俊之(インパルス)             | BOOMER伊勢浩二（番犬） |
| 第4回  | 2008年10月28日 | 防犯ライト×泥棒 = さまぁ〜ずキャッツアイ        | 日村勇紀(バナナマン) 板倉俊之(インパルス)             | BOOMER伊勢浩二（番犬） |
| 第5回  | 2008年11月4日  | 試験×悪魔 ＝ ザ・カンニング                     | 中川剛(中川家) 岡田圭右 （ますだおかだ）              | 有吉弘行（悪魔） サヘル・ローズ（試験官） |
| 第6回  | 2008年11月11日 | 自動車工場×消毒液（ローション） =手島自動車工場 | 日村勇紀(バナナマン) 吉田敬(ブラックマヨネーズ)       | 手島優（女社長） ※当時 坂本一生（女社長の旦那） |
| 第7回  | 2008年11月18日 | 大竹アミューズメントパーク                      | 中川剛(中川家) 後藤輝基 （フットボールアワー）        | - |
| 第8回  | 2008年11月25日 | 全力まじめNOポロリ国体                          | 日村勇紀(バナナマン) 岩尾望(フットボールアワー)       | 有吉弘行（ジャッジマン） |
| 第9回  | 2008年12月2日  | 青木ベガス                                      | 設楽統 （バナナマン） 板倉俊之(インパルス)            | 有吉弘行（ジャッジマン） 大旗一生 |
| 第10回 | 2008年12月9日  | 五感を研ぎ澄ませ! アイドルクイズ!!              | 小木博明 （おぎやはぎ） 後藤輝基(フットボールアワー)  | （五感アイドルたち） 安藤あいか 本間晴圭 石沢りく 絵音 彩渚ひかり 栗山夢衣 |
| 第11回 | 2008年12月16日 | 大竹アミューズメントパーク                      | 吉田敬(ブラックマヨネーズ) 岩尾望(フットボールアワー) | - |
| 第12回 | 2009年1月6日   | イライラ爆発スポーツテスト                      | 小木博明(おぎやはぎ) 庄司智春 （品川庄司）            | 黒沢かずこ （森三中）ほか |
| 第13回 | 2009年1月13日  | 神さまぁ〜ずDVD発売企画                         | 日村勇紀(バナナマン) 山里亮太 （南海キャンディーズ）  | 有吉弘行（ジャッジマン） 大旗一生 BOOMER・伊勢浩二（セイセイブラザーズ） |
| 第14回 | 2009年1月20日  | 大大竹アミューズメントパーク                    | バナナマン おぎやはぎ 中川剛(中川家)                  | - |
| 第15回 | 2009年1月27日  | 大大竹アミューズメントパーク                    | バナナマン おぎやはぎ 中川剛(中川家)                  | - |
| 第16回 | 2009年2月3日   | ダジャレが上手いのはダレジャ?                   | 設楽統(バナナマン) 後藤輝基(フットボールアワー)       | 杉原杏璃 神田茉里奈 大木凡人（オーディション参加者） |
| 第17回 | 2009年2月10日  | 三村に勝ちたいかい?                             | 吉田敬(ブラックマヨネーズ) 岩尾望(フットボールアワー) | 有吉弘行（ジャッジマン） |
| 第18回 | 2009年2月17日  | リンリンクイズ俺たち出会い隊!                   | 小杉竜一(ブラックマヨネーズ) 矢作兼(おぎやはぎ)       | - |
| 第19回 | 2009年2月24日  | モテた勢いでGOGOGO クラブかずの子               | 吉田敬(ブラックマヨネーズ) 岩尾望(フットボールアワー) | 黒沢かずこ(森三中)（ママ） 長尾麻由 渡辺奨子 KONAN 浜田コウ 本橋優華 島野亜季子 深澤ゆうき 森川ゆきえ 香島アヤ                                                                               |
| 第20回 | 2009年3月3日   | 大竹湯〜トピア                                  | ブラックマヨネーズ おぎやはぎ 板倉俊之(インパルス)    | 荒金絵理 有村亜加里 いずみ唯 大塚紗和 おかだあゆみ 小形あゆみ KAORI 栗原海 佐伯美帆 佐々木綾美 末永佳子 浜田コウ 長尾麻由 西澤絵里 則島奈々美 渕脇レイナ 桃川祐子 森崎愛 横井詩織 横山かほり |
| 第21回 | 2009年3月10日  | 大竹湯〜トピア                                  | ブラックマヨネーズ おぎやはぎ 板倉俊之(インパルス)    | 荒金絵理 有村亜加里 いずみ唯 大塚紗和 おかだあゆみ 小形あゆみ KAORI 栗原海 佐伯美帆 佐々木綾美 末永佳子 浜田コウ 長尾麻由 西澤絵里 則島奈々美 渕脇レイナ 桃川祐子 森崎愛 横井詩織 横山かほり |
| 最終回 | 2009年3月17日  | ダジャレが上手いのはダレジャ?                   | 小杉竜一(ブラックマヨネーズ) 友近                     | 中越典子 花木衣世（オーディション参加者） 吉田敬(ブラックマヨネーズ)（電話出演） |

## DVD
| 2009年10月14日発売 発売元：TBS 販売元：アニプレックス 各1枚組 | 2009年10月14日発売 発売元：TBS 販売元：アニプレックス 各1枚組 | OA日                 | ゲスト                                 |
| ------------------------------------------------------------- | ------------------------------------------------------------- | -------------------- | -------------------------------------- |
| さまぁ〜ず式 Vol.1                                            | 大竹アミューズメントパーク1                                   | 2008年11月18日       | 中川剛 後藤輝基                        |
| さまぁ〜ず式 Vol.1                                            | 大竹アミューズメントパーク2                                   | 2008年12月16日       | 吉田敬 岩尾望                          |
| さまぁ〜ず式 Vol.1                                            | バルーンファイト!                                             | 2008年10月14日       | 吉田敬 板倉俊之                        |
| さまぁ〜ず式 Vol.1                                            | ダジャレが上手いのはダレジャ? 第1弾                           | 2009年2月3日         | 設楽統 後藤輝基                        |
| さまぁ〜ず式 Vol.1                                            | 全力まじめNOポロリ国体!                                       | 2008年11月25日       | 日村勇樹 岩尾望                        |
| さまぁ〜ず式 Vol.2                                            | 大・大竹アミューズメントパーク                                | 2009年1月20日、27日  | 中川剛 バナナマン おぎやはぎ           |
| さまぁ〜ず式 Vol.2                                            | さまぁ〜ずキャッツアイ                                        | 2008年10月21日、28日 | 日村勇樹 板倉俊之                      |
| さまぁ〜ず式 Vol.2                                            | 神さまぁ〜ずDVD発売企画                                       | 2009年1月13日        | 日村勇樹 山里亮太                      |
| さまぁ〜ず式 Vol.3                                            | 大竹湯〜トピア                                                | 2009年3月3日、10日   | おぎやはぎ ブラックマヨネーズ 板倉俊之 |
| さまぁ〜ず式 Vol.3                                            | リンリンクイズ 俺たち出会い隊!                                | 2009年2月17日        | 矢作兼 小杉竜一                        |
| さまぁ〜ず式 Vol.3                                            | 手島自動車工場                                                | 2008年11月11日       | 日村勇樹 吉田敬                        |
| さまぁ〜ず式 Vol.3                                            | 特典映像：青木アミューズメントパーク                          | 撮り下ろし           | 有吉弘行                               |

## エンディングテーマ
- 大塚愛『クラゲ、流れ星』（2008年10月 - 11月度）
- 詩音 feat. CHRiSTY『Feel...』（2008年12月 - 2009年1月度）
- ムック『空と糸』（2009年2月 - 3月度）

## スタッフ
- 企画：大竹一樹
- 構成：大井洋一、山内正之、成瀬正人、如月聖也
- ナレーション：新かな子
- TP：田龍克二
- カメラ：松井光太郎
- 音声：井川崇
- VE：白波孝大
- メイク: 田沢智美
- スタイリスト：高村純子
- 編集：橘本逸人
- MA：天谷馬直男
- 音効：村松聡（佳夢音）
- 技術協力：八峯テレビ、アンサーズ
- 美術協力：TACreate
- AP：久田誠司
- ディレクター：塩谷泰孝、高田直、伊達和輝、福永勇樹
- 演出：水野達也
- プロデューサー：飯沼美佐子
- 製作：G-yama、TBS

## ネット局と放送時間
| 放送対象地域   | 放送局                           | 放送日時           | 備考         |
| -------------- | -------------------------------- | ------------------ | ------------ |
| 関東広域圏     | 東京放送(TBS、現・TBSテレビ)     | 火曜 24:59 - 25:29 | 制作局       |
| 中京広域圏     | 中部日本放送(CBC、現・CBCテレビ) | 水曜 25:29 - 26:00 | 8日遅れ      |
| 福島県         | テレビユー福島(TUF)              | 金曜 25:35 - 26:05 | 1年4ヵ月遅れ |
| 新潟県         | 新潟放送(BSN)                    | 木曜 24:29 - 24:59 | 9日遅れ      |
| 岡山県・香川県 | 山陽放送(RSK、現・RSK山陽放送)   | 金曜 25:15 - 25:45 | 17日遅れ     |
| 福岡県         | RKB毎日放送(RKB)                 | 火曜 24:29 - 24:59 | 14日遅れ     |
| 大分県         | 大分放送(OBS)                    | 不定期放送         |              |
| 宮崎県         | 宮崎放送(MRT)                    | 水曜 24:59 - 25:29 | 29日遅れ     |